# 兰淑仪
蘭淑仪（?—?），昌黎郡棘城县（今辽宁省锦州市义县）人，後燕的开国皇帝慕容垂的母亲，前燕开国皇帝慕容皝的淑仪。326年，蘭淑仪生下了慕容垂。燕元元年（384年），慕容垂即位后，撤销对文明皇后段氏配享，改为由兰氏配享慕容皝的宗庙，追尊母兰氏为文昭皇后。